# رواية الأم
رواية الأم هي رواية قصصية للكاتب مكسيم غوركي  يتناول من خلالها ظروف ثورة البلاشفة لتأسيس وتعزيز النظام الاشتراكي حيث اتحد العمال وقاموا بتجريد البورجوازيين من ممتلكاتهم. كتبها جوركي في عام 1906، ونُشرت لأول مرة باللغة الإنجليزية في مجلة أبليتون عام 1906،[1] ثم بالروسية عام 1907. وهناك نسخة منها مترجمة إلى العربية صدرت عن دار التنوير للطبع والنشر عام 1983 ترجمة الأخوين فؤاد، وسهيل أيوب.
بطلة هذه الرواية هي حسب العنوان أم لا تتجاوز الأربعينيات تكافح وتناضل في سبيل ابنها في أول المطاف لكن بعد فهمها لطموحاته وأهدافه، بدت وكأنها تناضل من أجل الجميع وخاصة العمال الذين عانوا في تلك الفترة من ظلم الطبقة المالكة لوسائل الإنتاج.
تُرجمت الرواية إلى العديد من اللغات، وتم تحويلها إلى عدد من الأفلام، كما استند الكاتب المسرحي الألماني بيرتولت بريخت ومعاونيه إلى مسرحيتهم الأم عام 1932 إلى هذه الرواية.

## خلفية الرواية
تعتبر الأم العمل الطويل الوحيد لغوركي عن الحركة الثورية الروسية؛ مع ذلك، فلربما تكون الأكثر شهرة ورواجًا من بين مجمل أعمال المؤلف.[3] كتب مكسيم جوركي الرواية أثناء رحلته إلى الولايات المتحدة عام 1906. كانت الدوافع السياسية وراء الرواية واضحة. فبعد هزيمة الثورة الروسية الأولى في عام 1905م، حاول جوركي رفع الروح المعنوية للحركة البروليتارية من خلال نشر الوعي السياسي بين القراء عن طريق أعماله الأدبية. كان يحاول بث الحماس بين الثوار لمحاربة التفكير الانهزامي.
كان جوركي مرتبطًا بشكلٍ شخصيّ بالرواية لأنها تستند إلى أحداث واقعية تدور حول الأم «آنا زالوموفا» وابنها «بيوتر زالوموف». كانت آنا زالوموفا إحدى أقرباء جوركي البعيدين، وقد زارت عائلته عندما كان طفلاً، مما جعله على صلة أعمق بالقصة التي وقعت أحداثها خلال مظاهرة في عيد العمال في سورموفو في عام 1902م. كانت مدينة سورموفو التي تشتهر ببناء السفن تقع بالقرب من بلدة نيزني نوفجرود موطن جوركي، وبعد أن قبضت الشرطة القيصرية على بيتر زالوموف، انخرطت والدته أنا زالوموفا في النشاط الثوري.

## القصة
يصور جوركي في روايته حياة امرأة تعمل في مصنع روسي، وتقوم بأعمال يدوية شاقة، وتكافح الفقر والجوع، مع الكثير من المصاعب الأخرى. بطلة القصة الحقيقية هي «بيلاجيا نيلوفنا فلاسوفا»، يضربها زوجها السكير ميخائيل فلاسوف وهو أحد عمال المصنع، والذي يفرط في الشراب لدرجة أن يبيع مقتنيات المنزل لشراء الخمر، ويترك لها المسؤولية الكاملة عن تربية ابنهما «بافيل فلاسوف»، وتبدأ القصة حين يموت الأب بشكل غير متوقع أثناء معركة قد نشبت في المصنع.
يبدأ بافيل في محاكاة سلوك والده بشكل ملحوظ في حالة سكره، والتلعثم، لكنه ينخرط فجأة في أنشطة الحركة الثورية، وبعد التخلي عن الشراب، يبدأ بافيل في جلب الكتب، وإخفاء المنشورات الثورية في المنزل، ونظرًا لكون بيلاجيا نيلوفنا أميًة لا تعرف القراءة، وليس لديها أية اهتمامات سياسية، فإنها في البداية تشعر بالقلق بشأن أنشطة بافيل الجديدة، وتتعامل معها بحذر، إلا أنها تريد مساعدته على الرغم من مخاوفها. تلقي الشرطة القيصرية القبض على بافل وتعتقله، فتنضم بيلاجيا نيلوفنا إلى زملائه في الحركة الثورية، وتوزع معهم المنشورات لتكمل مسيرة الابن مدفوعة بحبها له ومتعاطفة مع قضايا العمال. يظهر بافل باعتباره الشخصية الثورية الرئيسية. ومع ذلك، فإن بيلاجيا نيلوفنا التي تأثرت بمشاعر الأمومة لديها، وعلى الرغم من كونها غير متعلمة، تغلبت على جهلها السياسي للانخراط في العمل الثوري، تعتبر هي البطل الحقيقي للرواية.

## أصداء الرواية
كان للرواية صدى كبير في روسيا في أعقاب الثورة الروسية. صفق النقاد الروس للرواية معتبرينها مثالًا رفيعًا للأدب البوليتاري.
وصف فلاديمير لينين قائد الحزب البلشفي الرواية بأنها «ذات أهمية قصوى. العديد من العمال الذين انضمّوا بحماسة للثورة دون أن يفهموا لماذا، سيستوعبون الدوافع جيدًا بعد قراءة الأم».
اعتبر غوركي أحد الرواد والمؤسسين للأدب الاشتراكي الذي يتناول طبقة البروليتاريا، واعتبرت الرواية أول عمل أدبي من صنف الواقعية الاشتراكية.

كما تم تناول الرواية على نطاق واسع كنموذج أدبي للنظرية النسوية الاشتراكية. تقول الكاتبة الأمريكية فرانسين دو بليكس جراي عن الرواية أنها «النموذج الأدبي لتصوير الأدب الاشتراكي الواقعي للمرأة». 

غلاف النسخة العربية من رواية الأم لمكسيم جوركي عن دار التنوير للطبع والنشر والتوزيع

## الأعمال المقتبسة عن الرواية
نظرًا لكونها واحدة من أكثر الروايات تأثيرًا في جميع أنحاء العالم في القرن العشرين. فقد حوّلت رواية الأم في عام 1926 إلى فيلم صامت بنفس الاسم، وكان من إخراج فسيفولود بودوفكين.
وفي السنوات التالية، في عام 1932، تم تحويل الرواية إلى مسرحية على يد الكاتب المسرحي الألماني الشهير بيرتولت بريخت، ثم إلى فيلم ألماني بعنوان «الأم» Die Mutter.
اقتبس عن الرواية فيما بعد فيلمين آخرين هما: فيلم «والدة مارك دونسكوي» الذي صدر في عام 1955، ثمّ فيلم «والدة جليب بانفيلوف» وصدر في عام 1990.